# Mohamad Al-Modiahki
Mohamad Al-Modiahki (1º giugno 1974) è uno scacchista qatariota.
È stato il primo giocatore del Qatar ad ottenere il titolo di grande maestro internazionale, nel 1998. Gli è stato assegnato il titolo di giocatore del secolo dei paesi arabi.

## Principali risultati
Ha partecipato a dodici Olimpiadi degli scacchi, tutte quelle dal 1988 ad eccezione di quella del 2004: come prima scacchiera ha vinto due medaglie d'oro individuali, nel 1996 e nel 1998 (quest'ultima con una prestazione di 7,5 punti su 8), e due medaglie di bronzo nel 1994 e nel 2002.
Ha giocato quattro volte, tra il 1999 e il 2004, alla fase ad eliminazione diretta del campionato del mondo di scacchi FIDE.
Ha vinto per quattro volte (1994, 1997, 2000 e 2002), record condiviso con Hichem Hamdouchi, il campionato arabo.

## Vita privata
È sposato con la scacchista cinese Zhu Chen.